# Ankushapura, Maddur
Ankushapura là một làng thuộc tehsil Maddur, huyện Mandya, bang Karnataka, Ấn Độ.